# Бердяев, Николай Михайлович
Николай Михайлович Бердяев (1744—1823) — русский военный (генерал-поручик, 1796) и государственный (губернатор) деятель, прадед философа Н. А. Бердяева.

## Биография
Родился в 1744 году.
Дата вступления в военную службу неизвестна.
В 1788 году генерал-майор Николай Михайлович Бердяев стал Георгиевским кавалером.
3 декабря 1796 года в чине генерал-лейтенанта был назначен шефом Углицкого мушкетерского полка (63-го пехотного Углицкого полка), а 19 декабря этого же года был переведен в Сибирский гренадерский полк с назначением шефом полка. Шефом этого полка он был до 21 ноября 1797 года.
В 1796—1797 годах был Новороссийским губернатором. В 1796 году сменил на этой должности графа П. А. Зубова и находился на ней до 30 ноября 1797 года.
В 1797 году получил от императора Павла I половину местечка Обухов в Киевском уезде; в это время он был киевским гражданским губернатором. В этом имении, названном Бердяевка, было 3 562 десятины земли и более тысячи крепостных.
Умер в 1823 году.

## Семья
Имел двух сыновей и дочь:
- Александр (1778—1824)
- Михаил (1792—1861) — дед философа Н. А. Бердяева; в 1835—1839 годах — начальник штаба Войска Донского.
- Елизавета (1796—1842), была замужем за А. Ф. Квиткой.